# Nagyszalók
Nagyszalók (szlovákul Veľký Slavkov, németül Großschlagendorf) község Szlovákiában, az Eperjesi kerület Poprádi járásában.

## Fekvése
Poprádtól 5 km-re északra, a Szepesség északnyugati részén, a Magas-Tátra déli oldalán fekszik.

## Nevének eredete
Nevének eredetére több elképzelés is létezik:
1) a magyar Szalók személynévből származik;
2) a szláv Slavek személynévből származik;
3) Slavk mint "szlávok falva";
4) a német Schlaken (=salak) szóból. Az ókori kelta kohókból származó salakkupacok most is megtalálhatóak a környéken.

## Története
Területe már az őskorban lakott volt.
A várost a II. Géza által betelepített német telepesek alapították a 12. század közepén, kiváltságait is II. Gézától kapta. Oklevél 1251-ben „Villa Zolok” néven említi először. 1271-ben a szepesi szász városok szövetségének részeként kiváltságokban részesült. 1275-ben „Zalouk”, 1312-ben „Slakendorf”, 1318-ban „Schlauk”, 1352-ben „Schlaukendorf” néven említik az oklevelek. Egyike volt a Zsigmond által zálogba adott szepesi városoknak, 1465-től Szepes várának birtokában állt, így a Szapolyai család uralta. 1787-ben 69 házában 563 lakos élt.
A 18. század végén Vályi András így ír róla: „Nagy Szalóknak pedig földes Ura Gr. Csáky Uraság, ez fekszik Felkához 1/4 mértföldnyire. Az előtt bányái is valának; savanyú vize elég tsípős, és jó ízű; határbéli földgyeik középszerűek, legelőjik, réttyeik hasznosak, fájok elég van.”
1828-ban 89 háza és 699 lakosa volt.
Fényes Elek 1851-ben kiadott geográfiai szótárában így ír a faluról: „Nagy-Szalók, német falu, Szepes vmegyében Felkához 1/2 órányira, a Kárpátok felé, 93 kath., 1370 ev. vagyonos lakosokkal, kik juhot tartanak, pálinkát főznek, különösen pedig sok gyolcsot csinálnak. Kathol. parochia. Másfél órányira a helységtől, épen a Királyorra (Königsnase) tövében van a hires nagy szalóki savanyuviz, melly Schmeksnek neveztetik. Üvegekben nem ollyan állandó, mint az uj lublyai, de a vizeletre jobban hajt; a fővény bajokban felette foganatos; erősen feloszlató; gyomrot nem tehel sok ivás után is. A fördőépületek nem elegendők. Egyébiránt a fördőnek gyönyörű vidéke van, s innen legjobb felmenetel esik a Kárpátokra, valamint egy órányira esik a nevezetes vizrohanás (Zuhatag) is, a kohlbachi völgyben. F. u. gr. Csáky. Ut. p. Késmárk.”
1866 nyarán csaknem teljesen leégett, lakosainak megsegítésére ekkor országos gyűjtés indult. A trianoni diktátumig Szepes vármegye Szepesszombati járásához tartozott.
A németeket 1945 után kitelepítették, helyükre szlovákok költöztek.

## Népessége
| Év:            | 1994. | 2004.   | 2014.    | 2024. |
| -------------- | ----- | ------- | -------- | ----- |
| Emberek száma: | 1071  | 1145    | 1320     | 1518  |
| Eltérés:       |       | +6,90 % | +15,28 % | +15 % |

| Év:            | 2023. | 2024.   |
| -------------- | ----- | ------- |
| Emberek száma: | 1524  | 1518    |
| Eltérés:       |       | -0,39 % |

1880-ban 990-en lakták, ebből 26 szlovák és 16 magyar anyanyelvű.
1890-ben 971 lakosából 17 szlovák és 16 magyar anyanyelvű volt.
1900-ban 930 lakosából 59 szlovák és 42 magyar anyanyelvű volt.
1910-ben 932-en lakták, többségében német, valamint 83 szlovák és 81 magyar anyanyelvű.
1921-ben 1215 lakosából 245 csehszlovák és 68 magyar volt.
1930-ban 1611-en lakták, ebből 470 csehszlovák és 86 magyar.
1991-ben 1034 lakosából 983 szlovák volt.
2001-ben 1121 lakosából 1050 fő szlovák volt.
2011-ben 1237 lakosából 1084 fő szlovák és 71 cigány volt.
2021-ben 1477 lakosából 1159 (+17) szlovák, 30 (+23) cigány, 8 cseh, 3 (+6) ruszin, 1 ukrán, 1 német, 1 lengyel, 1 osztrák, 2 egyéb, 271 ismeretlen nemzetiségű volt.

## Nevezetességei
- Szent András apostolnak szentelt gótikus, római katolikus plébániatemploma a 14. század elejétől a 15. századig épült, korabeli berendezéssel. 1861 után átépítették. Gótikus oltára a Magyar Nemzeti Galériában található.
- Evangélikus temploma 1788-ban épült barokk-klasszicista stílusban.

## Híres emberek
- Itt született 1803-ban Bene János Sámuel gimnáziumi tanár.
- Itt született 1810-ben Hunfalvy Pál nyelvész.
- Itt született 1820. január 21-én Hunfalvy János, a magyar tudományos földrajz megalapítója, a Magyar Földrajzi Társaság első elnöke.
- Itt született 1873-ban Guhr Mihály orvos, sportember.
- Itt hunyt el 1825-ben Bexheft János Konrád evangélikus lelkész.
- Itt működött Doloviczeni György evangélikus lelkész.